# Boscos de transició del Cross-Níger
Els boscos de transició del Níger-Cross són una ecoregió de boscos humits tropicals de fulla ampla situada a sud-est de Nigèria, situada entre el riu Níger a l'oest i el riu Cross a l'est. En el passat una rica barreja de boscos tropicals i boscos de sabana va cobrir aquests turons baixos i arrodonits, però avui en dia es tracta d'una de les zones més densament poblades d'Àfrica i la major part del bosc s'ha eliminat. Ara és una praderia.

## Ubicació i descripció
L'ecoregió s'estén a través dels estats nigerians d'Abia, Akwa Ibom, Anambra, Ebonyi, i Imo, cobrint una àrea de 20.700 quilòmetres quadrats. El Riu de Níger separa els boscos de transició del Cross-Níger dels boscos de terra baixa nigerians a l'oest, la qual ecoregió probablement s'assembla a més a l'entorn original de l'ecoregió del Cross-Níger. Cap al sud i sud-oest s'escampa l'ecoregió de Forests inundades del Delta del Níger. Vers al nord, els boscs de transició del Níger-Cross al Mosaic de bosc-sabana Guineà de l'interior més sec.
El clima és humit, esdevenint més sec quan ens endinsem a l'interior del continent, amb una estació seca de desembre a febrer.

## Flora
La flora tradicional i fauna de l'ecoregió és "de transició", mesclant elements dels boscos Guineans Superiors d'Àfrica de l'oest i les forests de terres baixes Guineo-congoleses d'Àfrica Central, les quals constitueixen els blocs més grans bosc tropical humit en el continent africà. Els arbres autòctons en l'àrea inclouen Afzelia, el qual és conreat per fusta, i la palmera Borassus aethiopum.

## Fauna
Les àrees petites de bosc protegit queden dins de la prada i aquests són hàbitat d'animals com el Cercopitec de Sclater i el camaleó crestat (Chamaeleo cristatus). El Riu Níger sempre ha estat una barrera substancial al moviment de fauna dins i fora de la regió. Els mamífers grans han estat exhaurits en l'àrea des dels 1940 i hi ha ara tan poca vida salvatge que queda en l'àrea que fins i tot els ratpenats i les granotes són ara atrapats i menjats.

## Amenaces
L'ecoregió ha sostingut una població humana densa durant segles, i molta de la coberta de bosc original ha estat aclarida per practicar agricultura, plantacions de bosc, i desenvolupaments urbans així com les refineries de petroli de Port Harcourt. Els pocs enclavaments restants de bosc natiu inclouen la Reserva Forestal d'Stubbs Creek en Akwa Ibom juntament amb alguns enclavaments de bosc sagrat, els quals contínuament estan desapareixent ensems la vida de poble és erosionada, i apedaçat el bosc de ribera. Hi ha reserves de bosc en Anambra i de qualsevol forma però, aquestes últimes són majoritàriament pel propòsit de conrear fusta més que conservar l'entorn original.

## Visitant la regió
Hi ha un nivell alt de delictes en aquesta part del món i tant és així que en novembre de 2009 el Govern britànic aconsellava no viatjar a Akwa Ibom a no ser que el viatge fos essencial, especialment al llarg dels rius, i advertint contra el risc de robatoris armats en Anambra i Abia també.